# Wycześniak
Wycześniak – wieś w Polsce położona w województwie mazowieckim, w powiecie żyrardowskim, w gminie Puszcza Mariańska.
Wieś wchodzi w skład sołectwa Stary Łajszczew.
Prywatna wieś szlachecka Wycześniat położona była w drugiej połowie XVI wieku w powiecie mszczonowskim ziemi sochaczewskiej województwa rawskiego. W latach 1975–1998 miejscowość administracyjnie należała do województwa skierniewickiego.
Wycześniak jest położony w zakątku Bolimowskiego Parku Krajobrazowego dawniej Puszczy Bolimowskiej, który zdobi nie tylko las, ale także meandrująca rzeka Rawka - rezerwat przyrody.
Pierwsze wzmianki o Wycześniaku, - określanym jako folwark pochodzą z II polowy XV wieku (dziesięcina kolejno dla Kanonii Warszawskiej i Kościoła w Boguszycach). Następnie od 1854 r. majątek Wycześniak przechodzi z rąk do rąk dziedziców okolicznych wiosek. W 1888 r. folwark przejęło na własność (z powodów bankructwa właściciela - Szyndlera) Ziemskie Towarzystwo Kredytowe.
W 1899 r. następuje rozkwit folwarku, który tym razem staje się własnością K. Sokołowskiego. Dalszy rozwój majątku Wycześniak przypada na rok 1932, kiedy to folwark przejmuje S.Żerański (zawodowy wojskowy) i buduje tu chlewnię, owczarnię, stajnię, powozownię, elektrownię wodną i uzupełnia drzewostan Parku Dworskiego. Dla uczczenia zasług S. Żerańskiego opisywana wieś potocznie przyjmuje nazwę Żerań.
We wrześniu 1939 folwark Wyczesniak zostaje zajęty przez pluton wojska niemieckiego, który zaczyna prowadzić typową działalność rolniczą. W roku 1940 mieszkają tu również oficerowie SS, którzy chcąc zachować porządek i ład na terenie folwarku sprowadzają do Wycześniaka doktora weterynarii - Reniszewskiego. Reniszewski wraz z organistą z Puszczy Mariańskiej rozpoczyna owocną działalność konspiracyjną: zbrojną i ulotkową. W styczniu 1945 r. następuje wyzwolenie wsi Wycześniak i okolic - lecz Niemcy opuszczając folwark rekwirują cały dobytek).
W Wycześniaku przebiegał front wojenny I i II wojny św. (użycie - gazu – iperytu w styczniu i maju 1915 r., słynna Bitwa nad Bzurą - 1939 r.) stąd Wycześniak posiada wiele pomników historii np. zbiorowe mogiły okupantów, groby Nieznanych Żołnierzy.
Po II wojnie światowej folwarkiem zawiaduje Powiatowy Urząd Ziemski w Skierniewicach, a od 1958 r. - do dzisiaj włącznie Wycześniak jest własnością Centralnego Związku Spółdzielni "Samopomoc Chłopska" - C.Z.S. „SCh".
Doceniając walory zdrowotne tego terenu C.Z.S. „SCh" założył tutaj Dom Opieki dla ludzi niepełnosprawnych, starszych, chorych i samotnych, pod nazwą - NZOZ - Zakład Pielęgnacyjno - Opiekuńczy w Wycześniaku, który funkcjonuje do dzisiaj.